# I santi Pietro e Giovanni battista
I santi Pietro e Giovanni battista è un dipinto del pittore veronese Paolo Morando (noto anche come il Cavazzola), realizzato con la tecnica della pittura a olio su tela, conservato nel Museo di Castelvecchio a Verona.
L'opera è entrata a far parte delle collezioni civiche veronesi nel 1812 a seguito della demaniazione del convento di Santa Chiara di Verona durante il periodo napoleonico. Nulla sappiamo della sua collocazione originaria e della sua funzione ma quasi sicuramente doveva essere parte di una composizione più ampia di cui faceva parte anche la tela L'arcangelo Michele e san Paolo dello stesso autore (e anch'essa oggi al museo di Castelvecchio). L'assenza di soluzione di continuità tra le due tele potrebbe anche suggerire che inizialmente fossero unite. Vi sono dubbi anche sulla sua datazione, tuttavia è lecito collocarla agli inizi della sua carriera sebbene non proprio agli esordi, con la maggioranza dei critici che ritiene che possa essere databile intorno al 1515, ossia poco prima della realizzazione del Polittico della Passione, il suo capolavoro.